# Ибрахим Дрешевић
Ибрахим Дрешевић (алб. Ibrahim Dreshaj; Лила Едет, 24. јануар 1997) шведски је професионални фудбалер албанског порекла. Игра на позицији центархалфа, а тренутно наступа за Фатих Карагумрук и репрезентацију Републике Косово.